# Temple Taoista de Barcelona
El Temple Taoista de Barcelona està ubicat en una antiga nau industrial al carrer del Taulat, 49 del Poblenou de Barcelona, transformada com a temple i alhora lloc de trobada i centre cultural per als creients de la religió asiàtica del taoisme.

## Història
Des del 13 d'abril del 2014, el Poblenou de Barcelona acull un temple taoista, per iniciativa de la comunitat xinesa que lidera el mestre Liu Zemin. La inauguració va comptar amb Qu Chengwu, cònsol general de la Xina a Barcelona. Durant la cerimònia, a la qual va assistir la subdirectora d'Afers Religiosos, Carme Banyeres, es van fer ofrenes de menjar a les divinitats, es van cremar desitjos en un foc sagrat i alguns dels assistents van escriure el seu nom en cal·ligrafia tradicional xinesa. Així mateix, Liu Zemin va inaugurar 28 estàtues de porcellana xinesa que representen 28 déus (dels més de 5.000 amb què compta el taoisme) representatius de la zona d'on provenen la majoria dels xinesos establerts a Barcelona. Liu és descendent directe, de 21a generació, de Liu Bo Wen (1311-1375), poeta i militar xinès, conegut també com el «Nostradamus xinès» per les seves profecies i capacitats endevinatòries.